# Sigurd Abel
Sigurd Abel (Leonberg, 1837. június 4. – Leonberg, 1873. január 9.) német történetíró, Otto Abel unokaöccse. 

## Pályafutása
Tanulmányait a jénai, bonni, göttingeni és berlini egyetemen végezte és Waitz történeti iskolájának lett buzgó követője. 1861-ben docens minőségében kezdte előadásait Göttingenben, 1868-ban kinevezték rendkívüli tanárrá a giesseni egyetemhez.

## Fő művei
- «Der Untergang des Longobardenreiches in Italien» (Göttingen, 1859)
- «Geschichte Karls des Grossen» (I. köt. Lipcse, 1866)
- «Fox und Norh». (megjelent a Sybel-féle Histor. Zeitschrift-ben 17. kötet).